# Gun Metal
Gun Metal — компьютерная игра, смесь жанров 3D-шутер и авиасимулятора, разработанная ныне несуществующей компанией Rage Software. Игра вышла для ПК и Xbox в 2002 году, в разных регионах игра вышла в разное время и издавалась разными компаниями.
Gun Metal предоставляет игроку возможность управлять гигантским человекоподобным боевым роботом (ме́ха), который также может трансформироваться в самолёт. Игрок может управлять и самолётом. Сюжет игры развёртывается вокруг военного конфликта, который происходит в далёком будущем на планете под названием Гелиос (англ. Helios), которая заселена людьми. Игрок сражается на стороне людей против инопланетян, которые намерены уничтожить человеческую колонию. Проект «Gunmetal» подразумевал создание боевых человекоподобных роботов исключительной боевой мощи. В основном, ходячем положении, робот имеет высоту в несколько десятков метров, он вооружен 12-ю видами оружия и силовым щитом. После трансформации он превращается в современный реактивный истребитель, оснащенный большой гаммой вооружения, включая напалм, импульсные пушки, гарпуны и ракеты, однако теряет возможность пользоваться силовым щитом.

## Оценки
| Сводный рейтинг | Сводный рейтинг |
| Агрегатор       | Оценка          |
| --------------- | --------------- |
| GameRankings    | 67,22 %         |